# Joe Romersa
 (décembre 2024).
Si vous disposez d'ouvrages ou d'articles de référence ou si vous connaissez des sites web de qualité traitant du thème abordé ici, merci de compléter l'article en donnant les références utiles à sa vérifiabilité et en les liant à la section « Notes et références ».
Joe Romersa est un musicien, auteur-compositeur-interprète, batteur, acteur de doublage, réalisateur artistique et ingénieur du son américain né le 27 juillet 1956 en Californie.

## Discographie

### Ingénieur du son
- 1000 Pt. Man de Thom Bishop
- 1978 : Living in the USA de Linda Ronstadt
- 1978 : Thank You for Funkin' Up My Life de Donald Byrd
- 1979 : Fate for Breakfast de Art Garfunkel
- 1987 : In Full Swing de Full Swing
- 1989 : Second Coming de The Dickies
- 1990 : China Beach: Music and Memories de plusieurs artistes
- 1990 : The Sounds of Murphy Brown: Original Television Soundtrack Album de plusieurs artistes
- 1990 : Thirteen Blood Red Rosebuds de Steve Forbert
- 1991 : The Missing Years de John Prine
- 1993 : Little Love Letters de Carlene Carter
- 1995 : Lost Dogs and Mixed Blessings de John Prine
- 1995 : Harlequin - The Beauty and the Beast de Sven Väth
- 2003 : Songs of Bob Dylan: May Your Song Always Be Sung de plusieurs artistes

### Musicien
- 1980 : Temptation de The Marc Tanner Band
- 1991 : The Missing Years de John Prine
- 1991 : The Ruby Sea de Thin White Rope
- 1993 : Little Love Letters de Carlene Carter
- 1995 : Lost Dogs and Mixed Blessings de John Prine
- 2003 : Songs of Bob Dylan: May Your Song Always Be Sung de plusieurs artistes
- 2004 : Coercion Street d'Ernie Payne

### Auteur
- 1980 : Temptation de The Marc Tanner Band
- 1995 : Lost Dogs and Mixed Blessings de John Prine
- 2004 : Silent Hill 4: The Room de Akira Yamaoka
- 2008 : Silent Hill: Origins de Akira Yamaoka
- 2008 : Silent Hill: Homecoming de Akira Yamaoka
- 2009 : Silent Hill: Shattered Memories de Akira Yamaoka

## Filmographie

### Cinéma
- 1981 : Anime Slot Revolution: Pachi-Slot Kidō Senshi Gundam II - Ai Senshi Hen : Klamp
- 1987 : Les Ailes d'Honnéamise : Airman
- 1988 : Akira : plusieurs personnages
- 1992 : Bastard!!
- 1994 : Street Fighter le film : Balrog
- 1995 : Ghost in the Shell : le conducteur du camion
- 1996 : Armageddon : voix additionnelles
- 1999 : Sol Bianca the legacy : Walla
- 2000 : Blood: The Last Vampire : David

### Jeu vidéo
- 2011 : Portal 2